# Lisowe (obwód charkowski)
Lisowe (ukr. Лісове) – wieś na Ukrainie, w obwodzie charkowskim, w rejonie bogoduchowskim, w hromadzie Bogoduchów. W 2001 roku liczyła 664 mieszkańców, spośród których 602 wskazało jako ojczysty język ukraiński, 61 rosyjski, a 1 białoruski.
Do 2024 roku miejscowość nosiła nazwę Perwuchynka (ukr. Первухинка).